# 頸横動脈
頸横動脈(けいおうどうみゃく、transverse cervical artery)は、頸部の筋を横断する動脈である。
甲状頚動脈から分岐し、僧帽筋trapezius muscleや固有背筋muscles of back properを栄養する。